# Jean-Baptiste Pontecorvo
Pour les articles homonymes, voir Pontecorvo (homonymie) et Blitz (homonymie).
 (juin 2024).
La mise en forme du texte ne suit pas les recommandations de Wikipédia : il faut le « wikifier ».
Les points d'amélioration suivants sont les cas les plus fréquents. Le détail des points à revoir est peut-être précisé sur la page de discussion.
- Les titres sont pré-formatés par le logiciel. Ils ne sont ni en capitales, ni en gras.
- Le texte ne doit pas être écrit en capitales (les noms de famille non plus), ni en gras, ni en italique, ni en « petit »…
- Le gras n'est utilisé que pour surligner le titre de l'article dans l'introduction, une seule fois.
- L'italique est rarement utilisé : mots en langue étrangère, titres d'œuvres, noms de bateaux, etc.
- Les citations ne sont pas en italique mais en corps de texte normal. Elles sont entourées par des guillemets français : « et ».
- Les listes à puces sont à éviter, des paragraphes rédigés étant largement préférés. Les tableaux sont à réserver à la présentation de données structurées (résultats, etc.).
- Les appels de note de bas de page (petits chiffres en exposant, introduits par l'outil «  Source ») sont à placer entre la fin de phrase et le point final[comme ça].
- Les liens internes (vers d'autres articles de Wikipédia) sont à choisir avec parcimonie. Créez des liens vers des articles approfondissant le sujet. Les termes génériques sans rapport avec le sujet sont à éviter, ainsi que les répétitions de liens vers un même terme.
- Les liens externes sont à placer uniquement dans une section « Liens externes », à la fin de l'article. Ces liens sont à choisir avec parcimonie suivant les règles définies. Si un lien sert de source à l'article, son insertion dans le texte est à faire par les notes de bas de page.
- La présentation des références doit suivre les conventions bibliographiques. Il est recommandé d'utiliser les modèles {{Ouvrage}}, {{Chapitre}}, {{Article}}, {{Lien web}} et/ou {{Bibliographie}}. Le mode d'édition visuel peut mettre en forme automatiquement les références.
- Insérer une infobox (cadre d'informations à droite) n'est pas obligatoire pour parachever la mise en page.

Pour une aide détaillée, merci de consulter Aide:Wikification.
Si vous pensez que ces points ont été résolus, vous pouvez retirer ce bandeau et améliorer la mise en forme d'un autre article.
Jean-Baptiste Pontecorvo, connu comme Blitz, né le 26 février 1966 à Saint-Mandé est un pionnier du graffiti dans les années 80, artiste-designer, scénographe et théoricien de la spatialité français.

## Biographie
Il est le fils du peintre Alain Pontecorvo et de la styliste Geneviève Delaporte.

### Blitz, figure pionnière du graffiti français
Jean-Baptiste Pontecorvo commence sa carrière en tant que street artist dès 1982 sous le pseudonyme de Blitz. Avec Asphalt et Spirit, ils créent le collectif Paris City Painters qui deviendront La Force Alphabétick, Sur la scène urbaine, il fréquente  Keith Haring, JonOne, Bando, Karim Boukercha, André ou encore Aurèle Ricard. Par son implication, il contribue à l’histoire du mouvement du graffiti français jusqu'à sa participation en 1992 à l’exposition collective « Rencontre franco-américaine du graffiti » au Musée des Monuments français à Paris,.

« Tous les week-ends, on entrait dans les catacombes via une plaque d'égout rue des Feuillantines, près du Panthéon, se souvient l'artiste Blitz, membre du collectif La Force Alphabetick. Il fallait descendre par une échelle, arpenter des petits couloirs, se casser parfois en deux pour passer. »

Le journaliste Raphaël Turcat fait le récit de ces années 80 à Paris dans le hors-série n°12 Le Parisien "Histoires de Paris" daté du 8 septembre 2020.
Les toiles "Chronologie" (1984) et "Elle voulait un petit chien de garde et des rosiers" (1988) de Blitz intègrent en 2014 la section Vintage de la Collection Gallizia.

En 2024, au Musée des Beaux-Arts de Rennes, Blitz est invité à participer à la grande rétrospective "Aérosol, l'histoire du graffiti". L’émergence du graffiti en France, des années 1960 à 1986, avec des oeuvres rares et inédites de Blitz, et aussi Blek le rat, Jef Aérosol, Marie Rouffet, Miss.Tic, Bando, Futura2000, Dee Nasty, Loly Pop…

### Designer futuriste
A 19 ans, en 1985, Jean-Baptiste Pontecorvo présente une table et un hamac à l’exposition du Salon des artistes décorateurs au Grand Palais à Paris et remporte la mention spéciale du jury en tant que plus jeune designer. Cette mention lui permet d’exposer à la Villa Médicis, à Rome, en 1986, lors de la rencontre franco-italienne du design.
Il prototype le vélo électrique du futur postier qui est présenté au Salon du cycle en 1987 et se fait remarquer par son mobilier à technologie embarquée. 
Diplômé de l’école supérieure de design industriel (ESDI) en 1995, section Architecture d’intérieur – il reçoit les félicitations du jury sous la direction de  Jean-Michel Wilmotte. 
Au sein de l’association La Source, de Gérard Garouste, il anime des ateliers de création d’objets avec les enfants, dispense des cours de 3D et commence à s’intéresser à la perception de la spatialité. 
Directeur artistique en 1995 d’un nouveau-né de la presse artistique, le magazine Technikart (n°1 à 12). Il est le rédacteur en chef du n°10 spécial design. Il produit en 1999 un documentaire "Scanner" sur les coulisses du design en France, présenté à la Fondation d'entreprise Pernod Ricard et à la Fondation 3 Suisses, qui dresse un état des lieux du design et de ses enjeux sociétaux.
A travers son livre-manifeste Villa TEO,, avec l’historien du design Raymond Guidot, Jean-Baptiste Pontecorvo formalise en 2009 sa vision d’un design conciliant l’écologie et la technologie pour un monde plus harmonieux.
Au Palais de Tokyo en 2010, il participe à la vente caritative organisée par Pierre Bergé au profit de SOS Racisme.
Dans l'ouvrage « Descente interdite » de Karim Boukercha, paru en 2011, Blitz raconte son lien direct avec les sous-sols parisiens.
Invité au lieu du design avec Raymond Guidot et Gilles de Bure, il présente la maquette 3D de la Villa TEO. Par cette immersion, il rend visible son regard sur l'espace théorisé sous l'appellation Temps - Espace - Oxygène,.

### Scénographe des lieux de mémoire
Sa première scénographie est une installation pour l’artiste Fred Forest exposé à L’Espace Pierre Cardin en 2002, intitulée "Centre du monde": il s'agit d'une machine à ralentir le temps. L'installation comporte une application, le public peut accélérer ou ralentir le temps sur une page web par rapport à l’heure officielle de Greenwitch, tandis que in situ, il montre un cœur synthétique qui émet des battements en fonction des hits cardiaques.
Depuis 2016, Jean-Baptiste Pontecorvo collabore en tant que scénographe avec l’agence d’ingénierie culturelle CMC. Il imagine et réalise avec l’expert Claude Mollard :
- "Lafayette, l’enfant de la Haute-Loire" à l’Hôtel du Département de la Haute-Loire (2016)[15]. A travers une scénographie ludique, Lafayette apparaît comme un humaniste frondeur épris de liberté à la recherche d’un monde meilleur.
- "L'atelier de Léonard de Vinci" au Château du Clos Lucé à Amboise (2017). Reconstitution imaginaire des espaces d'inspirations du maître de la Renaissance. L’ensemble du mobilier dessiné par Jean-Baptiste Pontecorvo d’après des gravures et inspiré de meubles d’époque a été confié à un ébéniste travaillant dans la tradition.
- Le parcours visiteur de La Chaise-Dieu. Les assises devant la projection vidéo sont en pierre taillée, le mobilier rappelle les échafaudages en bois. Projection audiovisuel, écran tactile et réalité augmentée.

## Expositions (sélection)
- Janvier 1992, "L'art graffiti", exposition collective, Musée des Monuments français[16]
- Paris-Tonkar, Paris, 1998[17]
- L’Art du Graffiti, Grimaldi Forum, Monaco, Exposition d’Alain-Dominique Gallizia, 2013
- Le Pressionnisme 1970-1990 - Les Chefs-d'œuvre du graffiti sur toile de Basquiat à Bando, Pinacothèque de Paris, 2015
- Aérosol, une histoire du graffiti, Musée des Beaux-Arts de Rennes, 2024[18]

## Ouvrage
- La Villa TEO : Voyage dans l'univers 3D du designer Jean-Baptiste Pontecorvo / scénario et illustrations de Jean-Baptiste Pontecorvo ; dialogues co-écrits avec Raymond Guidot ; propos de Gilles de Bure, Paris, L'Humany-Terre, 2010, 252 p. (ISBN 978 2 9532226 0 9, présentation en ligne)